# Heterofobia
El término heterofobia puede tener diferentes significados, estos varían de acuerdo al contexto y en la disciplina en la que nos ubiquemos. La palabra heterofobia puede significar, según el contexto, miedo u hostilidad hacia otros, o miedo u hostilidad hacia la heterosexualidad.

## Historia
El término apareció por primera vez en el mundo académico en 1990 en el libro Kinsey, Sex and Fraud, de Judith A. Reisman, Edward Eichel, Gordon Muir y John Hugh Court, para describir la actitud negativa hacia la heterosexualidad. En 1998 el término aparece por primera vez en el título de un libro, en Heterophobia: Sexual Harassment and the Future of Feminism, de Daphne Patai, para describir, según la autora, la actitud anti-masculinidad y anti-heterosexual de las mujeres. movimiento feminista contemporáneo.

## En psicología
En la medicina, en particular en la psicología se lo utiliza para designar el miedo al sexo opuesto. El término heterofobia también hace referencia a la aversión (fobia, del griego antiguo φόβος, fobos, ‘pánico’) obsesiva contra el sexo opuesto. Según el psiquiatra francés Tony Anatrella, es "el miedo al sexo contrario, a todo lo que sea extraño a su propio sexo, a la diferencia sexual, que es fuente de alteridad".

## En sociología
En las ciencias sociales, es utilizado para definir el miedo hacia lo distinto, la definición proviene de los términos heterofobia hetero (distinto) fobia (miedo). Desde un punto de vista sociocultural se asemeja más a conceptos como racismo, etnocentrismo y xenofobia, es decir es el rechazo, exclusión o discriminación a cualquier grupo social minoritario.
Según Daniel Ferstein en el artículo Las lógicas del racismo, la heterofobia sería "el miedo, extrañeza o confusión ante el otro, miedo que se expresa como miedo a lo desconocido y que forma parte de la propia estructura de personalidad de los sujetos sociales".
Ferstein continua diciendo que "la heterofobia es un proceso social muy antiguo, cuyo rastreo debiera vincularse más a la exploración antropológica y psicológica de los primeros conjuntos humanos.
Lingüísticamente, la palabra heterofobia es voz bien formada y tiene 1 caso en el Corpus del Español del Siglo XXI como "aversión al heterosexual".